# The New York Review of Science Fiction
The New York Review of Science Fiction es una revista literaria mensual de ciencia ficción fundada en 1988. Incluye obras de ciencia ficción, crítica literaria, ensayos y críticas en profundidad de los nuevos trabajos en el género. La compañía editora es Dragon Press, y el redactor jefe Kevin J. Maroney. La revista fue fundada por Hartwell, Patrick Nielsen Hayden, Teresa Nielsen Hayden, Susan Palwick, Samuel R. Delany, y Kathryn Cramer. Gordon Van Gelder también ha estado en el equipo editorial.
La publicación está indexada en el índice bibliográfico de la Modern Language Association, y en otros directorios de literatura específica y estudios culturales. Un índice completo y actualizado en Microsoft Excel se encuentra disponible en línea.
Aunque su cobertura es internacional, la publicación patrocina eventos de ciencia ficción en la región de Nueva York, incluyendo una serie de lecturas por parte de escritores de renombre, que son generalmente difundidos por radio WBAI.

## Influencia y reconocimiento
La publicación ha editado obras de varios de los autores más notables en el género, incluyendo luminarias en el campo del estudio de la ciencia ficción como Samuel R. Delany, Brian Aldiss, Brian Attebery, John Clute, Fiona Kelleghan, Ursula K. Le Guin, y Farah Mendlesohn. Otros varios autores reconocidos por su obra de ficción han publicado críticas e investigaciones.
The New York Review of Science Fiction es una publicación impresa; en línea se ofrecen tablas de contenido y algunos editoriales. A veces se han hecho algunas excepciones: el ensayo de 1998 de Samuel R. Delany titulado «Racismo y ciencia ficción» ha sido referenciado en forma reiterada durante varios debates en línea a principios de 2009. En respuesta a una solicitud de los suscriptores, el ensayo fue publicado en línea con permiso del autor.